# Уэйнока (Оклахома)
Уэйнока (англ. Waynoka) — город в округе Вудс в американском штате Оклахома. По данным переписи населения США 2020 года, численность населения составляла 708 человек.

## Население
| 2010 | 2020 |
| ---- | ---- |
| 927  | ↘708 |